# Cranes
I Cranes sono un gruppo musicale britannico, appartenente ai generi alternative pop, indie rock e dream pop. Sono noti soprattutto per il tono vocale delicato, ma impostato su un registro estremamente alto, definito diafano e infantile, della cantante Alison Shaw.

## Il nome
I Cranes prendono il nome dalle innumerevoli gru (in inglese crane) che si trovano attorno ai moli del porto di Portsmouth.

## Storia
Il gruppo si è formato a Portsmouth verso la metà degli anni ottanta dall'iniziativa di Alison Shaw (voce e basso) e di suo fratello Jim Shaw (batteria). A completare la formazione arrivano poi Mark Francombe (basso e chitarra) e Matt Cope (chitarra).
Esordiscono con il demo-tape Fuse, che li mette in luce nel panorama underground inglese.
Dopo diverse apparizioni in compilation, riescono ad autoprodursi il mini-CD Self-Non-Self, che attira l'attenzione di John Peel, celebre DJ della BBC.
Nel luglio 1990 il gruppo viene scritturato dalla Dedicated (filiale della BMG Records), che pubblica l'album Wings of Joy. L'approccio dark del disco, basato su muri di chitarre e sonorità minimalistiche, crea un suggestivo effetto accostato alla voce infantile di Alison Shaw.
La loro popolarità cresce notevolmente nel 1992, quando partecipano ad un tour insieme ai The Cure. In questa occasione nasce anche una collaborazione con Robert Smith, che cura successivamente il remix di alcuni brani dei Cranes, tra cui Jewel, che riscuote un discreto successo presso il pubblico. 
L'album Forever (1993) propone arrangiamenti più leggeri rispetto al passato. Il singolo Jewel è oggetto di diversi remix: oltre a quello già citato di Smith, è ripreso da Jim Foetus e da Ivo Watts-Russell ("guru" della 4AD).
Nel 1994 esce l'album capolavoro Loved. Il disco sfodera ballate eleganti e claustrofobiche, impreziosite da strumenti acustici e tastiere, oltre che le proverbiali chitarre distorte.
Un anno dopo esce La Tragédie d'Oreste et Électre.
Nel 1997 pubblicano un disco pop, Population Four, che non frutta alla band il successo sperato. Il gruppo divorzia dalla propria etichetta con la pubblicazione della doppia raccolta EP Collection Vols 1 & 2 (1998).
Da quel momento il gruppo non dà notizie di sé per circa quattro anni ma, dato che Jim e Alison Shaw sono fratello e sorella, la band in realtà non si scioglie mai del tutto. Così, dopo questa pausa, ricominciano a comporre nuovi brani pubblicando nel 2001 l'album Future Songs. Nel frattempo vi sono stati due cambi in formazione, con gli ingressi di Jon Callender (batteria) e Paul Smith (chitarra). Future Songs è un album prodotto dagli stessi Cranes in collaborazione con l'etichetta Dadaphonic.
Nel 2004 esce Particles and Waves, che riporta i Cranes all'attenzione di pubblico e critica, anche se sono ben lontani i fasti degli esordi.
Questi lavori hanno rappresentato un cambiamento complessivo del loro stile musicale, che ora tende verso un sound riconducibile all'ambient e dal tono maggiormente etereo.
Il nuovo stile viene confermato anche dal successivo album, intitolato semplicemente Cranes (2008). Tuttavia, nonostante questa svolta in direzione della musica elettronica, il gruppo ha mantenuto i suoi tratti più caratteristici, continuando ad imperniare i pezzi sul canto infantile ed ammaliante di Alison Shaw.

## Formazione

### Formazione
- Alison Shaw – voce, basso, chitarra acustica (1985–1997, 2000–presente)
- Jim Shaw – chitarra elettrica, batteria, voce (1985–1997, 2000–presente)
- Paul Smith – chitarra elettrica, tastiere, basso (1995–1997, 2000–presente)
- Ben Baxter – basso (2000–presente)
- Jon Mattock – batteria (2008–presente)

### Ex-componenti
- Kevin Dunford – chitarra elettrica, (1988–1989)
- Mark Francombe – chitarra elettrica, basso, tastiere (1989–1997)
- Matt Cope – chitarra elettrica (1989–1997)
- Manu Ross – batteria (1996–1997)
- Jon Callender – batteria (2000–2007)

## Discografia

### Album in studio
- 1991 – Wings of Joy
- 1993 – Forever
- 1994 – Loved
- 1996 – La tragédie d'Oreste et Électre
- 1997 – Population 4
- 2001 – Future Songs
- 2004 – Particles and Waves
- 2008 – Cranes

### Album dal vivo
- 2003 – Live in Italy
- 2007 – Live at Paradisio 1991 (disponibile solo per il download)

### EP
- 1989 – Self-Non-Self
- 1990 – Inescapable
- 1990 – Espero
- 1993 – Forever Remixes
- 2002 – Submarine

### Raccolte
- 1997 – EP Collection, Vol. 1 & 2
- 2013 – John Peel Sessions 1989 - 1990

### Singoli
- 1991 – Adoration
- 1991 – Tomorrows Tears
- 1993 – Adrift
- 1993 – Jewel
- 1994 – Shining Road
- 1997 – Can't Get Free
- 2002 – The Moon City

### Demo
- 1986 – Fuse
- 1988 – Cranes

## Nella cultura di massa
- Il brano Astronauts, tratto dall'album del 2004 Particles and Waves, è stato usato come colonna sonora della pubblicità dell'American Express, interpretata da Kate Winslet.